# Hydrotaea anxia
Hydrotaea anxia är en tvåvingeart som först beskrevs av Zetterstedt 1838.  Hydrotaea anxia ingår i släktet Hydrotaea och familjen husflugor. Arten är reproducerande i Sverige. Inga underarter finns listade i Catalogue of Life.